# Elpidius Markötter
 (février 2016).
Elpidius Markötter, franciscain, né Joseph Hermann Markötter le 8 octobre 1911 à Südlohn et mort le 28 juin 1942 au camp de concentration de Dachau, est un prêtre franciscain allemand opposant au national-socialisme et martyr.

## Biographie

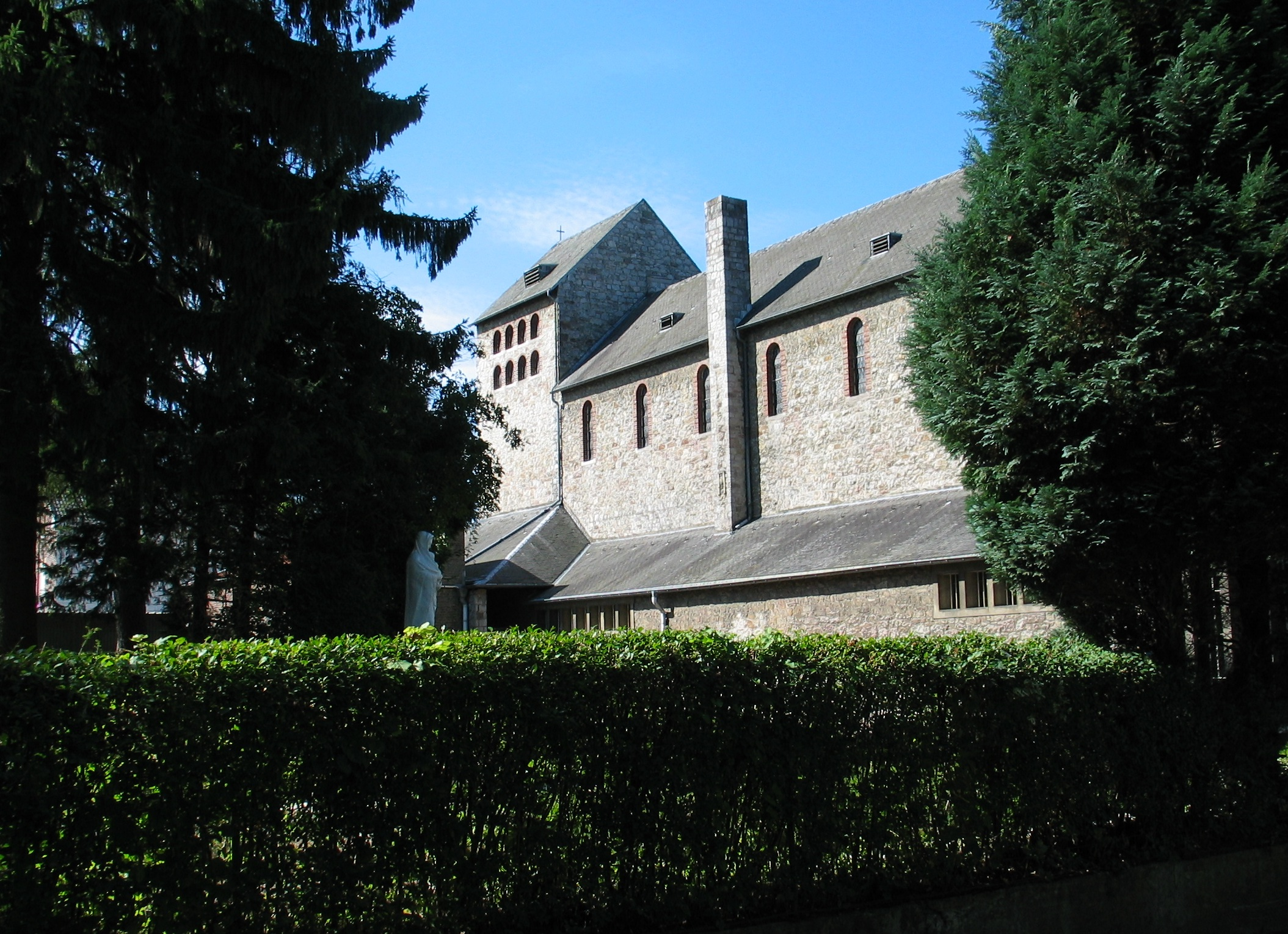
Vue du couvent Garnstock

### Formation
Joseph Markötter est l'un des huit enfants d'un fonctionnaire des postes de Südlohn. Il y fait ses études primaires et entre en 1925 à l'école du rectorat de Stadtlohn, puis le reste de ses études secondaires de 1926 à 1932 à l'internat du collège Saint-Louis de Vlodrop (de) (Kolleg St. Ludwig) aux Pays-Bas, tenu par les franciscains allemands. Il fait son noviciat à partir du 14 avril 1932 au couvent franciscain de Warendorf et prend le nom d'Elpidius (en français Elpide ou Ilpide) en l'honneur de saint Elpidius le Cappadocien, abbé du IVe siècle.
Il étudie la philosophie et la théologie à Dorsten puis au couvent franciscain de Paderborn et il est ordonné prêtre pour l'éternité le 27 mars 1939 à Paderborn. À Pâques de cette même année, il est professeur adjoint au collège des missions franciscaines pour la province du Brésil du sud, dépendant de l'ordre, qui se trouve à Baelen en Belgique. Un colloque intitulé Mission de la charité provoque l'enthousiasme des jeunes missionnaires. Le jeune prêtre participe également à l'ouvrage du père franciscain Kilian Kirchhoff, futur martyr du Troisième Reich, Die Ostkirche betet, en aidant aux traductions du grec à l'allemand.

### Opposant et témoin
Le P. Markötter est distant dès le début avec l'idéologie athée du nouveau régime et n'en fait pas mystère. Il désapprouve la campagne de Pologne en septembre 1939 qui entraîne l'Europe dans la guerre. Il est obligé par le début de la guerre de rentrer en Allemagne et il est envoyé à Warendorf comme sous-maître des novices et confesseur et vicaire à la paroisse. Il est témoin de la disparition de la société allemande des juifs, ainsi que de l'utilisation des prisonniers de guerre comme main d'œuvre.
Le 26 mai 1940, il monte en chaire pour prononcer un sermon qui s'appuie sur la Première Épître de saint Jean, III 13-18, et déclare : « Le frère pour nous, c'est l'Italien, le Japonais, c'est aussi l'Anglais, le Polonais, le juif... » Ce sermon est commenté et revient aux oreilles de la police qui y voit l'apologie des ennemis du peuple. Le P. Markötter est arrêté le 4 juin 1940 sous accusation de contrevenir à la loi du 20 décembre 1934, dite loi sur la trahison (de), limitant la liberté d'expression en vue de protéger le parti national-socialiste et de contrevenir à la loi de 1938, dite Wehrkraftzersetzung, ayant les mêmes buts que la première, mais cette fois-ci en vue de protéger l'armée. Il est mis en détention  par la Gestapo selon le Schutzhaft et incarcéré à Münster. En novembre 1940, il a beau expliquer que sa prédication est dans le fil de la tradition chrétienne, il est inculpé également de contrevenir au Kanzelparagraph et condamné à trois mois de prison pour cela. La Gestapo le ramène alors à la prison de Münster.

### Déporté et martyr
Le P. Markötter en sort pour être déporté aussitôt, le 13 janvier 1941, par un convoi ferroviaire au camp de Sachsenhausen où il arrive après avoir été victime de mauvais traitements. Les témoins racontent plus tard, qu'une fois le premier choc dissipé, le P. Markötter va encourager ses codétenus et rendre sa propre foi et la leur plus forte. Comme il est impossible de célébrer la messe, il écrit des prières quotidiennes et le texte de la messe en latin avec l'aide d'autres prêtres détenus, pour se réunir et prier. Le 26 septembre suivant, il est déporté avec d'autres prêtres au camp de concentration de Dachau et enfermé dans un baraquement réservé aux prêtres, le Priesterblock N° 26. Le manque extrême de nourriture, la dureté du travail forcé et les chicanes provoquées par les gardiens forment le quotidien du Block. Mais le jeune franciscain a la consolation de pouvoir célébrer la messe les dimanches jours de fête. Il écrit les notes des chants grégoriens de la messe en grand format pour que les autres prêtres puissent y participer en chantant. Il s'épuise aussi à consolider la foi, l'espérance et la charité de chacun. Il écrit du camp qu'il s'efforce de calmer les différends des détenus entre eux et de prendre part à leurs préoccupations. Après Pâques 1942, il écrit: « je suis reconnaissant à Dieu de devoir être prêtre à chaque instant et de ne m'en repentir nullement, même si j'expérimente la sévérité de cet appel. Cela me garantit une joie particulière. »
En mai et en juin 1942, le P. Markötter souffre de douleurs à l'estomac et aux intestins. Il peut encore écrire un sermon qu'il devait donner pour la fête des saints Pierre et Paul, jour où traditionnellement beaucoup de prêtres sont ordonnés et où les prêtres catholiques renouvellent intimement leur appel. Il meurt la veille de la fête dans la baraque des malades et dans les bras d'un franciscain hollandais. Son sermon est lu le lendemain. Un témoin explique plus tard qu'« un immense chagrin s'était emparé de la communauté des ecclésiastiques du Priesterblock N°26 et que nous étions unanimes à juger que le meilleur d'entre nous, saint et martyr, s'en était allé. Markötter est pour nous maintenant un intercesseur auprès du trône de Dieu. »
L'urne avec les cendres du P. Markötter a été inhumée après une messe de requiem au cimetière des franciscains de Warendorf. Une allée lui est consacrée à Warendorf, la Elpidius-Markötter-Promenade et une rue dans sa ville natale. Une plaque mémorielle lui a été dédiée en 1978.
Le couvent de Warendorf a été vendu par les franciscains en 2008 faute de vocations pour en faire une résidence immobilière.

## Source
- (de) Cet article est partiellement ou en totalité issu de l’article de Wikipédia en allemand intitulé « Elpidius Markötter » (voir la liste des auteurs).